# Los Faros del Panamá
Los Faros del Panamá (spanisch für Die Leuchttürme von Panama) ist ein Komplex von drei Wolkenkratzern in Panama-Stadt, dessen höchster Turm 346 Meter Höhe erreichen soll; die beiden weiteren sollen 290 Meter erreichen. Die Bauarbeiten begannen 2006 und sollten 2010 abgeschlossen sein. Aufgrund von Finanzproblemen wurden die Arbeiten jedoch nach dem Bau des Fundaments gestoppt. Nach seiner Vollendung hätte das Gebäude 84 Etagen und wäre das höchste des Landes.